# Rancho del Otay
Rancho del Otay es un área no incorporada ubicada en el condado de San Diego en el estado estadounidense de California.

## Geografía
Rancho del Otay se encuentra ubicada en las coordenadas 32°38′51″N 116°59′7″O / 32.64750, -116.98528.